# Hypoponera parva
Hypoponera parva är en myrart som först beskrevs av Auguste-Henri Forel 1909.  Hypoponera parva ingår i släktet Hypoponera och familjen myror. Inga underarter finns listade i Catalogue of Life.